# Centaurea amanosensis
Centaurea amanosensis — вид квіткових рослин айстрових (Asteraceae). Це ендемік Туреччини. Новий вид із провінції Хатай і належить до секції Pseudoseridia.